# Ånderdalens nationalpark
Ånderdalens nationalpark (norska: Ånderdalen nasjonalpark) är en nationalpark som ligger på Norges näst största ö, Senja, i Senja kommun i Troms fylke.
Nationalparken invigdes 1970, utvidgades 2004 och består numer av 125 km². Parken representerar den nordnorska kustnaturen.
I Øverbotn ligger Sážža - Senja natur- og kultursenter, som är ett museum- och friluftslivsorgan som drivs av Midt-Troms Museum och förvaltningeorganisationen för Ånderdalens nationalpark.

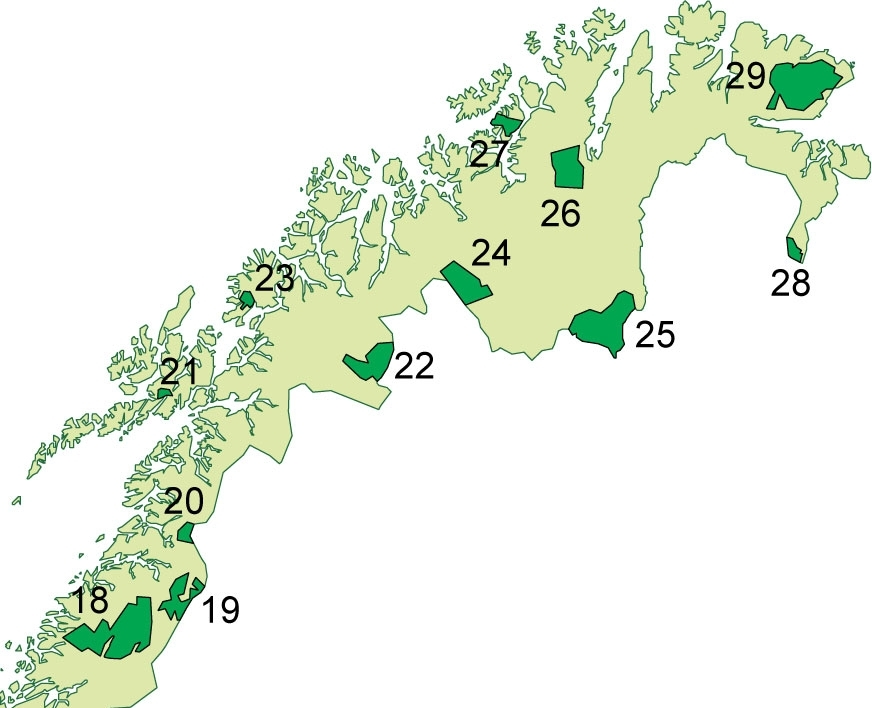
Karta över nationalparker i Nordnorge. Ånderdalens nationalpark har nummer 23.